# 다니 사우세도
다니 사우세도(Danny Saucedo, 본명: 다니엘 가브리엘 알레산드로 사우세도 그제호프스키(Daniel Gabriel Alessandro Saucedo Grzechowski), 1986년 2월 25일 ~ )은 스웨덴의 가수이다.